# Takeaki Enomoto
Takeaki Enomoto (jap. 榎本 武揚  Enomoto Takeaki; ur. 5 października 1836, zm. 26 października 1908) – japoński wiceadmirał służący w Cesarskiej Marynarce Wojennej, oddany siogunatowi (bakufu) Tokugawa do ostatnich dni wojny boshin. Był jedynym prezydentem Republiki Ezo. Po wojnie współtworzył nowy rząd. Był jednym z twórców nowoczesnej marynarki japońskiej.

## Życiorys

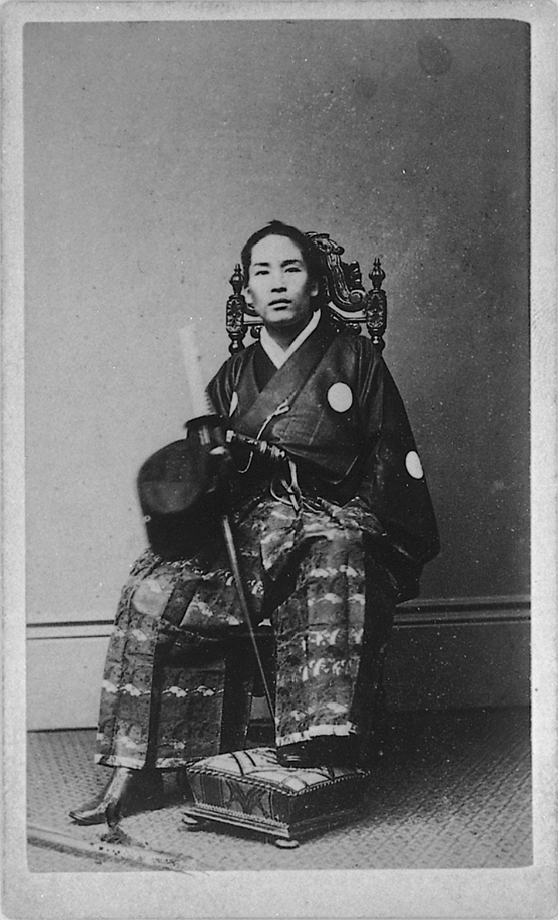
Takeaki Enomoto w młodym wieku

### Wczesne lata
Enomoto urodził się w 1836 roku w okręgu Shitaya w Edo (obecnie tokijska dzielnica Taitō) w samurajskiej rodzinie wasali rodu Tokugawa. W 1850 roku rozpoczął naukę holenderskiego, a po „otwarciu” Japonii przez komodora Matthew Perry’ego w 1854 roku uczęszczał do Centrum Szkolenia Marynarki w Nagasaki i Centrum Szkolenia ds. Okrętów Wojennych w Edo.
W wieku 26 lat Enomoto został wysłany do Holandii w celu zapoznania się z zachodnim rzemiosłem wojskowym i technologią. Przebywał w Europie od 1862 do 1867, przyswajając sobie zarówno język holenderski, jak i angielski. Pod koniec pobytu w Europie potrafił porozumiewać się płynnie w obu językach.
Enomoto powrócił do Japonii na pokładzie Kaiyō Maru, okrętu wojennego zakupionego przez siogunat od rządu holenderskiego. Podczas pobytu w Europie Enomoto zdał sobie sprawę ze znaczenia i roli, jaką w przyszłości miał w komunikacji odgrywać telegraf i zaczął planować system łączący Edo z Jokohamą. Po powrocie, w wieku 31 lat został awansowany na stopień kaigun-fukusōsai, drugi pod względem ważności w marynarce siogunatu.

### Restauracja Meiji
Podczas restauracji Meiji, po bezkrwawym poddaniu Edo siłom nowego rządu Meiji w 1868 roku, Enomoto odmówił przekazania znajdującej się pod jego komendą floty i uciekł do Hakodate na wyspie Hokkaido, zabierając ze sobą resztki oddziałów lojalnych wobec bakufu oraz garstkę francuskich doradców siogunatu pod przywództwem Jules’a Bruneta. Osiem okrętów wojennych pod dowództwem Enomoto stanowiło największą potęgę morską w ówczesnej Japonii.
Enomoto usiłował utworzyć na Hokkaido niepodległe państwo pod rządami rodu Tokugawa, ale rząd Meiji odmówił zgody na podział Japonii. 25 grudnia lojaliści bakufu ogłosili powstanie niepodległej Republiki Ezo i wybrali Enomoto na prezydenta.
Wiosną następnego roku wojska rządu Meiji najechały Hokkaido i pokonały siły Enomoto w bitwie morskiej w zatoce Hakodate (4-10 maja 1869 r.). 18 maja Republika Ezo została zniszczona i Hokkaido znalazło się pod jurysdykcją rządu cesarskiego.

### Późna kariera polityczna

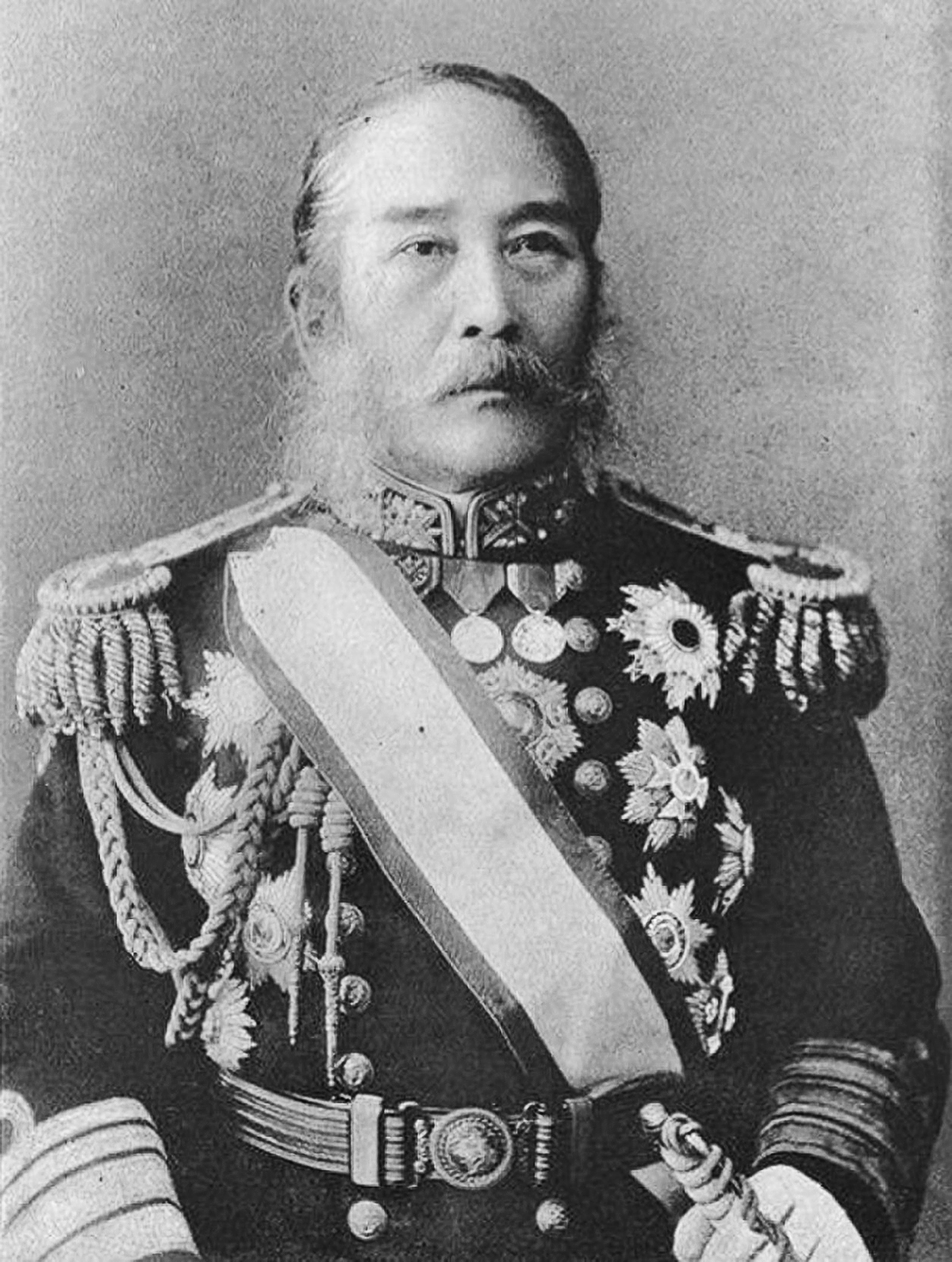
Takeaki Enomoto w podeszłym wieku

Po likwidacji Republiki Ezo Enomoto został aresztowany, oskarżony o zdradę stanu i uwięziony, jednak już w 1872 roku przywódcy rządu Meiji (głównie pod naciskiem Kiyotaki Kurody), zdając sobie sprawę z szerokiej wiedzy i talentów Enomoto, uwolnili go od wszystkich zarzutów. Enomoto był jednym z nielicznych lojalistów bakufu, którym udało się znaleźć swoje miejsce pośród elit rządzących po przewrocie. Najwyższe stanowiska były wówczas okupowane przez polityków wywodzących się z hanów: Satsuma i Chōshū, którzy bardzo niechętnie widzieli wokół siebie przybyszów z „zewnątrz”, a zwłaszcza byłych stronników Tokugawów. Enomoto był wyjątkiem – zrobił szybką karierę w nowych władzach i osiągnął pozycję niedostępną byłym stronnikom bakufu.
W 1874 roku Enomoto został mianowany wiceadmirałem raczkującej Japońskiej Cesarskiej Marynarki Wojennej, a rok później wysłano go do Rosji w celu negocjacji warunków Traktatu petersburskiego z 1875 roku (樺太・千島交換条約, Karafuto-Chishima-kōkan-jōyaku), na mocy którego Japonia zrzekła się praw do Sachalinu w zamian za Wyspy Kurylskie. Powodzenie negocjacji zostało dobrze przyjęte w Japonii, przyczyniając się do umocnienia pozycji Enomoto. Już sam fakt oddelegowania go do tak ważnej misji stanowił dowód pogodzenia się nowych elit z niektórymi przedstawicielami starego systemu.
W 1880 roku Enomoto został mianowany ministrem marynarki. W 1885 roku ponownie pojawiło się zapotrzebowanie na jego zdolności dyplomatyczne, kiedy poproszono go o udział u boku Hirobumiego Itō w finalizacji negocjacji traktatu z Tianjinu z Chinami dynastii Qing, regulującego stosunek obu państw do Korei. Po tym epizodzie Enomoto piastował jeszcze kilka wysokich stanowisk państwowych. Po wprowadzeniu systemu gabinetowego w 1885 roku został pierwszym w historii Japonii ministrem komunikacji (1885–1888), później ministrem rolnictwa i handlu (1888 i w latach 1894–1897), edukacji (1889–1890) i spraw zagranicznych (1891–1892).
W 1887 roku Enomoto otrzymał nominację szlachecką – w ramach systemu kazoku (華族) przyznano mu rangę wicehrabiego (shishaku). Wybrano go również na członka Tajnej Rady (Sūmitsu-in)
Enomoto był szczególnie aktywny w promowaniu japońskiej emigracji w rejonie Pacyfiku oraz Ameryce Południowej. W 1891 roku utworzył – wbrew woli gabinetu Masayoshiego Matsukaty – sekcję emigracyjną w Ministerstwie Spraw Zagranicznych. Dwa lata później, po opuszczeniu rządu, Enomoto pomógł stworzyć Stowarzyszenie Kolonijne, które miało za zadanie promować emigrację i handel zagraniczny.
Enomoto zmarł w 1908 roku w wieku 72 lat. Jego grób znajduje się w świątyni Kichijō-ji w Tokio.